# München Mü 10
Mü 10 Milan var ett tvåsitsigt tyskt segelflygplan som konstruerades av Egon Scheibe vid Akaflieg München.
Mü 10 var ett av Akafliegs mest framgångsrika segelflygplan genom tiderna. Man genomförde den första flygningen 1934, kort därefter inledde flygplanet sitt segertåg över de olika distansrekorden. 1937 genomförde man en 195 kilometer lång flygning från Salzburg Österrike till Fara d'Alpago i Italien. Flygplanet användes vid ett flertal Alpöverflygningar och satte under 1930-talet ett flertal världsrekord i segelflygning. 
Flygplanet konstruerades enligt Scheibes Münchenskola i en svetsad fackverkskonstruktion av stålrör som kläddes med dyk. Hela konstruktionen ansågs som ett nytänkande och flygplanskonstruktionen belönades med Rhöns konstruktionspris 1934. Vingens profil räknades fram vid Münchens tekniska universitet och kom senare att bli känd som Mü. Profilen medgav att flygplanet kunde flyga mycket sakta och dra fördel av uppvinden i termikblåsorna. Eftersom flygplanet var högvingat tvingades den bakre besättningsmedlemmen/läraren kliva in genom en liten svängdörr under vänster vinghalva, medan föraren klev in i det främre förarkabinutrymmet genom att öppna glashuven. Med ett bästa glidtal på 20 klassades det som ett högvärdigt segelflygplan.
I slutet på 1930-talet donerades flygplanet till Deutsches Museum i München, där det förvarades under kriget, när segelflyget kom igång i Tyskland efter andra världskriget lånade Akaflieg München flygplanet 1951 för att kunna starta upp sin flygverksamhet. I början av 1960-talet återfördes flygplanet till Deutsches Museum i München där det i dag finns utställt. 